# Ersigen
Ersigen es una comuna suiza del cantón de Berna, situada en el distrito administrativo del Emmental. Limita al norte con las comunas de Oberösch y Rumendingen, al este y sur con Kirchberg, y al oeste con Utzenstorf.
Hasta el 31 de diciembre de 2009 situada en el distrito de Burgdorf.